# Pallavolo ai XVIII Giochi panamericani - Torneo femminile
La pallavolo femminile ai XVIII Giochi panamericani si è svolta dal 7 all'11 agosto 2019 a Lima, in Perù: al torneo hanno partecipato otto squadre nazionali tra nordamericane e sudamericane.

## Regolamento
Le squadre hanno disputato una prima fase a gironi con formula del girone all'italiana; al termine della prima fase:
- Le prime due classificate di ogni girone hanno acceduto alla fase finale per il primo posto strutturata in semifinali, finale per il terzo posto e finale.
- La terza classifica di ogni girone ha acceduto alla finale per il quinto posto.
- La quarta classifica di ogni girone ha acceduto alla finale per il settimo posto.

## Squadre partecipanti
| Squadra         | Qualificazione                               | Ultima partecipazione |
| --------------- | -------------------------------------------- | --------------------- |
| Argentina       | FIVB World Rankings                          | Toronto 2015          |
| Brasile         | 4ª alla Coppa panamericana 2018              | Toronto 2015          |
| Canada          | 3ª alla Coppa panamericana 2018              | Toronto 2015          |
| Colombia        | 5ª alla Coppa panamericana 2018              | Cali 1971             |
| Perù            | Paese organizzatore                          | Debutto               |
| Porto Rico      | 1ª al torneo di qualificazione nordamericano | Toronto 2015          |
| Rep. Dominicana | 2ª alla Coppa panamericana 2018              | Toronto 2015          |
| Stati Uniti     | 1ª alla Coppa panamericana 2019              | Toronto 2015          |

## Torneo

### Fase a gironi
| Girone A        | Girone B    |
| --------------- | ----------- |
| Canada          | Argentina   |
| Colombia        | Brasile     |
| Perù            | Porto Rico  |
| Rep. Dominicana | Stati Uniti |

#### Girone A

##### Risultati
| 7 agosto 2019 Polideportivo El Callao, Lima Durata: 2h:06 - Spettatori: 3 500 | Rep. Dominicana | 3 - 1 | Colombia        | 26-24, 27-25, 22-25, 27-25 |
| 7 agosto 2019 Polideportivo El Callao, Lima Durata: 1h:48 - Spettatori: 5 000 | Perù            | 3 - 1 | Canada          | 25-17, 25-21, 22-25, 25-18 |
| 8 agosto 2019 Polideportivo El Callao, Lima Durata: 1h:21 - Spettatori: 3 880 | Rep. Dominicana | 3 - 0 | Canada          | 25-16, 25-22, 25-23        |
| 8 agosto 2019 Polideportivo El Callao, Lima Durata: 1h:59 - Spettatori: 5 000 | Perù            | 1 - 3 | Colombia        | 25-21, 22-25, 21-25, 22-25 |
| 9 agosto 2019 Polideportivo El Callao, Lima Durata: 1h:12 - Spettatori: 2 100 | Colombia        | 3 - 1 | Canada          | 25-18, 25-19, 19-25, 25-20 |
| 9 agosto 2019 Polideportivo El Callao, Lima Durata: - Spettatori:             | Perù            | 0 - 3 | Rep. Dominicana | 19-25, 16-25, 17-25        |

##### Classifica
| Pos | Squadra         | Pt | G | V | P | SV | SP | Ratio | PF  | PS  | Ratio |
| --- | --------------- | -- | - | - | - | -- | -- | ----- | --- | --- | ----- |
| 1   | Rep. Dominicana | 14 | 3 | 3 | 0 | 9  | 1  | 9.000 | 252 | 212 | 1.189 |
| 2   | Colombia        | 9  | 3 | 2 | 1 | 7  | 5  | 1.400 | 289 | 254 | 1.055 |
| 3   | Perù            | 5  | 3 | 1 | 2 | 4  | 7  | 0.571 | 239 | 252 | 0.948 |
| 4   | Canada          | 2  | 3 | 0 | 3 | 2  | 9  | 0.222 | 224 | 266 | 0.842 |

#### Girone B

##### Risultati
| 7 agosto 2019 Polideportivo El Callao, Lima Durata: 1h:24 - Spettatori: 2 500 | Brasile     | 3 - 0 | Porto Rico      | 25-16, 25-16, 25-15               |
| 7 agosto 2019 Polideportivo El Callao, Lima Durata: 2h:03 - Spettatori: 2 190 | Stati Uniti | 2 - 3 | Argentina       | 17-25, 17-25, 25-20, 25-18, 10-15 |
| 8 agosto 2019 Polideportivo El Callao, Lima Durata: 1h:27 - Spettatori: 3 800 | Brasile     | 0 - 3 | Argentina       | 23-25, 19-25, 23-25               |
| 8 agosto 2019 Polideportivo El Callao, Lima Durata: 2h:08 - Spettatori: 3 420 | Stati Uniti | 3 - 2 | Porto Rico      | 25-19, 19-25, 21-25, 25-16, 15-9  |
| 9 agosto 2019 Polideportivo El Callao, Lima Durata: 1h:28 - Spettatori: 4 500 | Stati Uniti | 0 - 3 | Brasile         | 25-18, 25-19, 19-25, 25-20        |
| 9 agosto 2019 Polideportivo El Callao, Lima Durata: 1h:52 - Spettatori: 3 890 | Porto Rico  | 3 - 1 | Rep. Dominicana | 21-25, 25-16, 26-24, 25-23        |

##### Classifica
| Pos | Squadra     | Pt | G | V | P | SV | SP | Ratio | PF  | PS  | Ratio |
| --- | ----------- | -- | - | - | - | -- | -- | ----- | --- | --- | ----- |
| 1   | Brasile     | 10 | 3 | 2 | 1 | 6  | 3  | 2.000 | 215 | 182 | 1.181 |
| 2   | Argentina   | 9  | 3 | 2 | 1 | 7  | 5  | 1.400 | 266 | 256 | 1.039 |
| 3   | Porto Rico  | 6  | 3 | 1 | 2 | 5  | 7  | 0.714 | 238 | 268 | 0.888 |
| 4   | Stati Uniti | 5  | 3 | 1 | 2 | 5  | 8  | 0.625 | 259 | 272 | 0.952 |

### Fase finale

#### Finale 1º e 3º posto
|  | Semifinali      | Semifinali      | Semifinali |          |                 | Finale 1º posto | Finale 1º posto | Finale 1º posto |  |
|  |                 |                 |            |          |                 |                 |                 |                 |  |
|  | Rep. Dominicana | Rep. Dominicana | 3          |          |                 |                 |                 |                 |  |
|  | Rep. Dominicana | Rep. Dominicana | 3          |          |                 |                 |                 |                 |  |
|  | Argentina       | Argentina       | 1          |          |                 |                 |                 |                 |  |
|  | Argentina       | Argentina       | 1          |          | Rep. Dominicana | Rep. Dominicana | 3               |                 |  |
|  |                 |                 |            |          | Rep. Dominicana | Rep. Dominicana | 3               |                 |  |
|  |                 |                 | Colombia   | Colombia | 1               |                 |                 |                 |  |
|  | Brasile         | Brasile         | Colombia   | Colombia | 1               | 2               |                 |                 |  |
|  | Brasile         | Brasile         |            |          |                 | 2               |                 |                 |  |
|  | Colombia        | Colombia        | 3          |          |                 | Finale 3º posto | Finale 3º posto | Finale 3º posto |  |
|  | Colombia        | Colombia        | 3          |          |                 |                 |                 |                 |  |
|  |                 |                 |            |          |                 |                 |                 |                 |  |
|  |                 |                 |            |          |                 | Argentina       | Argentina       | 3               |  |
|  |                 |                 |            |          |                 | Argentina       | Argentina       | 3               |  |
|  |                 |                 |            |          |                 | Brasile         | Brasile         | 0               |  |

##### Semifinali
| 10 agosto 2019 Polideportivo El Callao, Lima Durata: 1h:24 - Spettatori: 2 500 | Brasile         | 2 - 3 | Colombia  | 25-22, 27-25, 14-25, 26-28, 9-15 |
| 10 agosto 2019 Polideportivo El Callao, Lima Durata: 2h:22 - Spettatori: 5 000 | Rep. Dominicana | 3 - 1 | Argentina | 25-18, 26-28, 25-13, 25-21       |

##### Finale 3º posto
| 11 agosto 2019 Polideportivo El Callao, Lima Durata: 1h:27 - Spettatori: 3 217 | Argentina | 3 - 0 | Brasile | 26-24, 25-20, 25-21 |

##### Finale
| 11 agosto 2019 Polideportivo El Callao, Lima Durata: 2h:02 - Spettatori: 4 588 | Rep. Dominicana | 3 - 1 | Colombia | 25-20, 19-25, 27-25, 25-16 |

#### Finale 5º posto
| 10 agosto 2019 Polideportivo El Callao, Lima Durata: 1h:20 - Spettatori: 2 800 | Perù | 2 - 3 | Porto Rico | 25-22, 18-25, 20-25, 25-15, 13-15 |

#### Finale 7º posto
| 10 agosto 2019 Polideportivo El Callao, Lima Durata: 1h:20 - Spettatori: 2 800 | Canada | 0 - 3 | Stati Uniti | 16-25, 14-25, 23-25 |

## Podio

### Campione
Formazione: 1 Annerys Vargas, 3 Lisvel Eve, 5 Brenda Castillo, 6 Camil Domínguez, 7 Niverka Marte, 8 Cándida Arias, 14 Prisilla Rivera, 16 Yonkaira Peña, 18 Bethania de la Cruz, 20 Brayelin Martínez, 21 Jineiry Martínez, 23 Gaila González, CT: Marcos Kwiek

### Secondo posto
Formazione: 1 Darlevis Mosquera, 3 Dayana Segovia, 5 Ana Karina Olaya, 6 Valerín Carabalí, 9 Juliana Toro, 13 Camila Gómez, 14 Angie Velásquez, 15 María Alejandra Marín, 16 Melissa Rangel, 18 Margarita Martínez, 19 Amanda Coneo, 20 Verónica Pasos, CT: Antonio Rizola

### Terzo posto
Formazione: 1 Elina Rodríguez, 2 Tanya Acosta, 3 Yamila Nizetich, 4 Daniela Bulaich, 5 Lucía Fresco, 8 Victoria Michel, 11 Julieta Lazcano, 12 Tatiana Rizzo, 14 Victoria Mayer, 15 Antonela Fortuna, 17 Candelaria Herrera, 20 Valentina Galiano, CT: Hernán Ferraro

## Classifica finale
| Pos | Squadre         |
| --- | --------------- |
|     | Rep. Dominicana |
|     | Colombia        |
|     | Argentina       |
| 4   | Brasile         |
| 5   | Porto Rico      |
| 6   | Perù            |
| 7   | Stati Uniti     |
| 8   | Canada          |

## Premi individuali
| Premio                 | Nome                | Squadra         |
| ---------------------- | ------------------- | --------------- |
| MVP                    | Bethania de la Cruz | Rep. Dominicana |
| Miglior palleggiatrice | Victoria Mayer      | Argentina       |
| Miglior opposto        | Lucía Fresco        | Argentina       |
| Miglior schiacciatrice | Brayelin Martínez   | Rep. Dominicana |
| Miglior schiacciatrice | Bethania de la Cruz | Rep. Dominicana |
| Miglior centrale       | Jineiry Martínez    | Rep. Dominicana |
| Miglior centrale       | Lisvel Eve          | Rep. Dominicana |
| Miglior libero         | Camila Gómez        | Colombia        |